# Казалнуово Монтеротаро
Казалнуо̀во Монтерота̀ро (на италиански: Casalnuovo Monterotaro) е село и община в Южна Италия, провинция Фоджа, регион Пулия. Разположено е на 432 m надморска височина. Населението на общината е 1664 души (към 2010 г.).